# Julija Starodubcevová
Julija Starodubcevová (ukrajinsky Юлія Володимирівна Стародубцева, Julija Volodymyrivna Starodubceva, * 17. února 2000 Kachovka, Chersonská oblast) je ukrajinská profesionální tenistka. Ve své dosavadní kariéře na okruhu WTA Tour nevyhrála žádný turnaj. V rámci okruhu ITF získala čtyři tituly ve dvouhře a tři ve čtyřhře. Jako první hráčka otevřené éry prošla v jediné sezóně do všech dvouher grandslamu z kvalifikací, když se jí tento výkon podařil v ročníku 2024.
Na žebříčku WTA byla ve dvouhře nejvýše klasifikována v červnu 2025 na 67. místě a ve čtyřhře v květnu 2024 na 144. místě. Trénuje ve Westchester Country Clubu pod vedením hlavního kouče Carla Thorsena.

## Soukromý život
Narodila se roku 2000 v jihoukrajinské Kachovce, součásti Chersonské oblasti. Tenis začala hrát v pěti letech, když ji ke sportu přivedl otec, fotbalový brankář Volodymir Starodubcev. Její první trenérkou až do patnácti let byla babička  Anheliny Kalininové. Kvůli finanční náročnosti tenisu, vzhledem k cestovním výlohám na mezinárodní turnaje, však neprorazila na juniorském okruhu ITF, kde nikdy nefigurovala v první pětistovce žebříčku. Matka Lidija Starodubcevová uprchla po ruské invazi na Ukrajinu do Irska. O pět let mladší sestra Diana Starodubcevová začala hrát univerzitní tenis na Hampton University ve virginském Hamptonu.
V sedmnácti letech odcestovala do Spojených států, kde v letech 2017–2022 vystudovala veřejnou Old Dominion University v třetím největším virginském městě Norfolku. Univerzitu si zvolila díky ukrajinské komunitě ve sportovních klubech „Monarchů“ této vysokoškolské instituce, kterou reprezentovala v tenise v soutěžích NCAA. V první sezóně 2017/2018 dosáhla nejlepší zápasové bilance z týmu Monarchů 19–2 a byla vybrána do druhého týmu Všech amerických konferencí (All-Conference USA Second Team). Dvakrát se také stala hráčkou roku jedné z amerických konferencí (C-USA Player of the Year).
Bakalářský stupeň vzdělání získala v oboru komunikace a navazující magisterský ve sportovním managementu. Během studií navázala spolupráci s trenérem Carlem Thorsenem, bývalým hráčem turnajů Futures, když u něj absolvovala trenérskou stáž pro získání zápočtu. Pod jeho vedením se začala připravovat ve Westchester Country Clubu na severní periferii New Yorku, kde se usadila s australským partnerem a spolužákem z univerzity Pearsem Dolanem.

## Tenisová kariéra
V rámci okruhu ITF debutovala jako 16letá v září 2016, když na antukovém turnaji v moldavském Kišiněvě, dotovaném 10 tisíci dolary, prošla kvalifikací. V úvodním kole dvouhry podlehla Francouzce Estelle Cascinové. Premiérový titul v této úrovni tenisu vybojovala během března 2023 po absolvování univerzity, kdy se plně začala věnovat kariéře. Ve finále turnaje s rozpočtem 25 tisíc dolarů v texaském Spring přehrála Američanku Marii Mateasovou z páté světové stovky. V červnu 2023 přidala premiérovou trofej z šedesátitisícovky v jihokarolínském Sumteru. V závěrečném duelu zdolala druhou nasazenou Indku Karman Thandiovou. Další 60tisícové trofeje vybojovala v téže sezóně ITF v Dallasu a Rancho Santa Fe po finálových výhrách nad hráčkami z okruhu WTA Wang Ja-fan a Lulu Sunovou. Bodový zisk ji tak v první celé sezóně na túře ITF 16. října 2023 poprvé posunul do Top 200, na 175. příčku. Do ročníku přitom vstoupila jako neklasifikovaná hráčka a na první tři události musela obdržet divokou kartu.

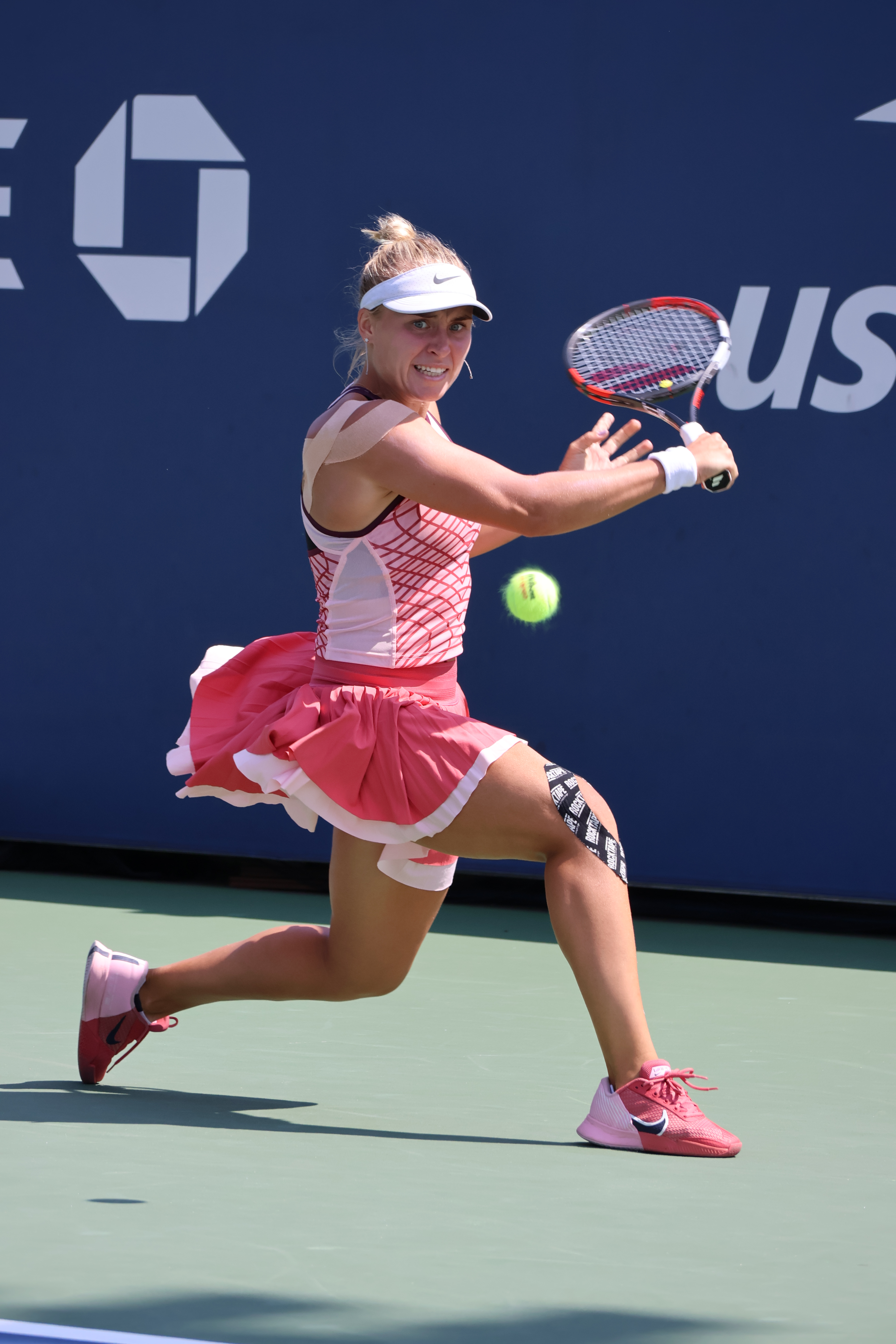
První kariérní kvalifikaci grandslamu odehrála na US Open 2023

První grandslamovou kvalifikaci odehrála na US Open 2023, v jejímž úvodu nestačila na švýcarskou teeangerku Céline Naefovou. V sezóně 2024 si již zahrála v hlavních soutěžích všech čtyř grandslamů. Stala se tak první tenistkou otevřené éry, která v jediné sezóně prošla do všech grandslamových dvouher z kvalifikací. O postupu z melbournské kvalifikace do dvouhry Australian Open 2024 rozhodla až zvládnutým supertiebreakem závěrečné sady posledního kola s Češkou Gabrielou Knutsonovou. Úvodní fáze melbournské dvouhry, v níž nestačila na světovou šestku Ons Džabúrovou, představovala její debut v hlavní soutěži okruhu WTA Tour. Vyjma majorů se poprvé na túře WTA představila na dubnovém Copa Colsanitas Zurich 2024 v Bogotě, kde ji časnou porážku přivodila italská veteránka Sara Erraniová z druhé světové stovky. Přes Marinu Stakusicovou prošla z kvalifikace do singlové soutěže French Open 2024. Nad její síly však byla na pařížské antuce Španělka Cristina Bucșová z osmé desítky klasifikace. První výhry na okruhu tak dosáhla ve 24 letech na travnatém Wimbledonu 2024, kde opět zvládla nástrahy kvalifikačního síta. Po vítězství nad Belgičankou Alison Van Uytvanckovou podlehla ve druhém kole novozélandské kvalifikantce Lulu Sunové. Přes zisk první sady ji při vstupu do US Open 2024 vyřadila světová dvacítka Viktoria Azarenková, s níž v dalších dvou setech získala jen dva gamy.
Do prvního kariérního čtvrtfinále na okruhu WTA Tour se probojovala na zářijovém Jasmin Open 2024 v Monastiru. Po vítězství nad padesátou pátou ženou pořadí, Francouzkou Diane Parryovou, ji do semifinále nepustila britská kvalifikantka a pozdější šampionka Sonay Kartalová. Debutový start na turnaji WTA 1000 si zajistila zvládnutou pekingskou kvalifikací. V hlavní soutěži China Open 2024 prošla jako 115. tenistka žebříčku do druhého kariérního čtvrtfinále, když ji nezastavily Němka Laura Siegemundová ani dvacátá sedmá nasazená Kateřina Siniaková. Proti Češce vyhrála první zápas s členkou z elitní světové padesátky žebříčku. Poté vyřadila Elinu Avanesjanovou a světovou čtrnáctku Annu Kalinskou. Premiérové vítězství nad příslušnicí Top 20 znamenalo, že se od založení kategorie WTA 1000 v roce 2009 stala sedmou hráčkou, která již při první účasti v této úrovni postoupila do čtvrtfinále. Bodový zisk jí po skončení zajistil debutový průnik do první stovky žebříčku. Mezi poslední osmičkou však nenašla recept na šestou ženu klasifikace Coco Gauffovou, přestože s Američankou vyhrála úvodní sadu.

## Tituly na okruhu ITF
| Kategorie okruhu ITF | Kategorie okruhu ITF |
| -------------------- | -------------------- |
| Turnaje W100         | Turnaje W80          |
| Turnaje W75/W60      | Turnaje W50/W40      |
| Turnaje W35/W25      | Turnaje W15/W10      |

### Dvouhra (4 tituly)
| Č. | datum         | turnaj                         | kategorie | povrch    | poražená finalistka | výsledek         |
| -- | ------------- | ------------------------------ | --------- | --------- | ------------------- | ---------------- |
| 1. | březen 2023   | Spring, Spojené státy          | W25       | tvrdý     | Maria Mateasová     | 6–3, 2–6, 6–2    |
| 2. | červen 2023   | Sumter, Spojené státy          | W60       | tvrdý     | Karman Thandiová    | 6–7(5), 7–5, 6–4 |
| 3. | červenec 2023 | Dallas, Spojené státy          | W60       | tvrdý (h) | Wang Ja-fan         | 3–6, 6–2, 6–2    |
| 4. | říjen 2023    | Rancho Santa Fe, Spojené státy | W60       | tvrdý     | Lulu Sunová         | 7–5, 6–3         |

### Čtyřhra (3 tituly)
| Č. | datum      | turnaj                         | kategorie | povrch | spoluhráčka       | poražené finalistky                 | výsledek         |
| -- | ---------- | ------------------------------ | --------- | ------ | ----------------- | ----------------------------------- | ---------------- |
| 1. | duben 2023 | Zephyrhills, Spojené státy     | W25       | antuka | Marija Kononovová | Jada Hartová Rasheeda McAdoová      | 7–5, 6–3         |
| 2. | srpen 2023 | Landisville, Spojené státy     | W100      | tvrdý  | Sophie Changová   | Olivia Gadecká Mai Hontamová        | bez boje         |
| 3. | říjen 2023 | Rancho Santa Fe, Spojené státy | W60       | tvrdý  | Makenna Jonesová  | Tatiana Prozorovová Madison Siegová | 6–3, 4–6, [10–6] |